# Джеджелава, Гайоз Иванович
Гайоз Иванович Джеджелава (груз. გაიოზ ივანეს ძე ჯეჯელავა; 29 декабря 1914 (11 января 1915), Тифлис, Тифлисская губерния, Российская империя — 16 марта 2005) — советский футболист, правый крайний нападающий. Заслуженный мастер спорта СССР (1946). Яркий футболист довоенного советского футбола. На высоком уровне владел техникой, дриблингом, рывком, тактическим чутьём, обладал точным и мощным ударом, особенно с лёта.

## Биография
Выступал в командах тбилисского паровозного депо, «Локомотив» Тбилиси (1935—1936), «Динамо» Тбилиси (1937—1948). За «Динамо» по разным данным сыграл 136 матчей, забил 58 мячей / 135, 60 / 145, 66 / ?, 61. Сделал три хет-трика: 12 мая 1939 в матче с «Динамо» Москва, 8 мая 1940 в матче против ленинградского «Динамо» (самый быстрый хет-трик для футболиста) и 6 июля 1948 в матче с московскими торпедовцами. Участник матча против сборной Басконии в 1937 году в составе сборной Грузии.
Позже был старшим тренером ВВС Москва (1950—1951), «Динамо» Тбилиси (1956—1957), сборной Грузинской ССР, тренером «Локомотива» Тбилиси, «Спартака» Тбилиси. Работал инженером-механиком, директором завода стройматериалов.
Брат Спартак также был футболистом.

## Награды
- орден Трудового Красного Знамени (1972)
- орден Красной Звезды (24.02.1946)
- 3 ордена «Знак Почёта» (24.02.1941; 1950; 27.04.1957 — «за успехи, достигнутые в деле развития массового физкультурного движения в стране, повышения мастерства советских спортсменов, и успешное выступление на международных соревнованиях»)

## Достижения

### Игрока
- 2-й призёр чемпионатов СССР: 1939, 1940.
- 3-й призёр чемпионатов СССР: 1946, 1947.
- В списке 55 лучших футболистов — 1 раз (№ 1, 1938).

### Тренера
Спартакиада народов СССР: 2-е место (1956 — со сборной Груз. ССР)